# Елич, Игорь
Игорь Елич (серб. Игор Јелић; 28 декабря 1989 года; Постойна, Югославия) — сербский футболист, полузащитник. С 2018 года игрок узбекистанского клуба «Локомотив» из Ташкента.
С 2007 года выступал за ряд клубов из Сербии, наиболее известные среди которых «Бежания», «ОФК», «Нови Пазар» и «Ягодина». В 2012—2014 годах выступал за грузинское «Зестафони», в 2016 году за боснийский «Травник». В 2017 году выступал за узбекистанский «Алмалык».